# Varför jag?
Varför jag? är en sång skriven och komponerad av Anna Jalkéus och Liselotte Östblom, och framförd av flickduon Limelights vid Lilla Melodifestivalen 2004, där den segrade. På singeln finns även en duett mellan Magnus Carlsson (sångare i Barbados och Alcazar) och Mela Tesfazion, som heter "Gå din egen väg" och är en fritt översatt tolkning av Donna Summer's hitlåt On the Radio från 1979.
Låten tävlade för Sverige i Junior Eurovision Song Contest 2004 som hölls i Lillehammer i Norge. Limelights uppträdde som femtonde tävlande, direkt efter Spanien och följt av Belgien. I slutomröstningen fick "Varför jag?" 8 poäng, och hamnade på plats 15 av sammanlagt 18 tävlande länder.

## Handling
Sångtexten handlar om mobbning i skolan, och är skriven ur en mobbads perspektiv.
| ”                                                | Det är många som har det så, som inte får vara med. De flesta låtar brukar handla om vänskap och kärlek och vi ville göra en låt med ett budskap | „ |
| – Anna Jalkéus till Nöjesbladet, 10 oktober 2004 | |   |

## Skivor
Varför Jag? var med på den guldsäljande skivan Lilla Melodifestivalen 2004 och släpptes som singel på Mariann Grammofon tillsammans med Gå Din Egen Väg (On the radio) med Magnus Carlsson och Mela Tesfazion.

## Låtlista
1. "Varför jag?" (Limelights)
2. "Gå din egen väg" (Magnus Carlsson & Mela Tesfazion)

## Listplaceringar
| Lista (2004) | Topplacering |
| ------------ | ------------ |
| Sverige      | 37           |

### Fotnoter
1. ↑  Linda Hjertén (10 oktober 2004). ”Hurra, hjärtat bara dunkar” (på svenska). Nöjesbladet. https://www.aftonbladet.se/nojesbladet/a/RxGVmr/hurra-hjartat-bara-dunkar. Läst 12 november 2024.
2. ↑  Anna Lindström (10 oktober 2004). ”En seger för alla mobbade” (på svenska). Expressen. https://www.expressen.se/noje/en-seger-for-alla-mobbade/. Läst 12 november 2024.
3. ↑  ”Josef Johansson och Anna Jalkéus årets Ted Gärdestadstipendiater – Skap”. https://www.skap.se/2013/04/19/josef-johansson-och-anna-jalkeus-arets-ted-gardestadstipendiater/. Läst 3 augusti 2021.
4. ↑  ”Lilla melodifestivalen 2004 | Svensk mediedatabas (SMDB)”. smdb.kb.se. https://smdb.kb.se/catalog/id/001433476. Läst 3 augusti 2021.
5. ↑  ”Varför jag | Svensk mediedatabas (SMDB)”. smdb.kb.se. https://smdb.kb.se/catalog/id/001433762. Läst 3 augusti 2021.
6. ↑  ”Varför jag?”. Hitparad. http://hitparad.se/showitem.asp?interpret=Limelights&titel=Varf%F6r+jag&cat=s. Läst 1 november 2012.